# M'Lumbo
M'lumbo es un grupo norteamericano de jazz fusión y world music, fundado en Nueva York a finales de la década de 1980, por Robert Mbotto Ray y Zombie Ron Boggs, como una forma de escapar de la música comercial (estaban en una banda de rock). 

## Historial
Durante los años siguientes, M'lumbo editó una docena de álbumes y sus temas se incluyeron en un buen número de recopilatorios. La banda está integrada por Rob Ray (teclados), Paul-Alexandre Meurens (saxo tenor, flauta, clarinete bajo y bajo eléctrico), Vin Veloso (saxo alto, flauta, piano), Cecil Young (trompeta, percusión, voz), Jaz Sawyer (batería), Dehran Duckworth (percusión), Josh Ferrazzano y Matt Bass (audiovisuales), Brian O'Neill (guitarra, ingeniero de sonido), Mo O'Connor percusión), Adam Omeljaniuk y James McLean (ingenieros).
La banda desarrolló un gran número de actuaciones, en la Knitting Factory y otros centros de actividad de Nueva York, abriendo sesiones para músicos y grupos como Neotropic, Sean Lennon, Badawi, Mantronix, Jaron Lanier, Jojo Meyers, Nerve, DJ Muttamasik y Duncan Sheik, entre otros. 
Su música ha sido definida como "jazz/funk/afro-pop improvisarama" (Richard Gehr, "Village Voice"), aunque con el tiempo evoluconó hacia un sonido más ambient ("Alternative Press") y, finalmente, hacia verdaderos espectáculos audiovisuales (Douglas Wolk, "Village Voice").